# Лундквист, Фредрик
Фре́дрик Лу́ндквист (швед. Fredric Lundqvist; родился 3 августа 1976 года в Лулео) — шведский футболист, завершивший карьеру в январе 2007 года. Вызывался в сборную Швеции в период с февраля 2003 года до июня 2005 года.

## Игровая карьера

### Клубная
Играл в клубах из Лулео. Перед началом сезона-1999 перешёл в клуб «Лира Лулео». В 1999 году «Лира Лулео» заняла 12-е место в северной зоне 2-го по уровню дивизиона и выбыла в 3-й по уровню дивизион. В октябре 1999 года был на просмотре в «Хельсингборге».
В ноябре 1999 года перешёл в «Сундсвалль», контракт был рассчитан на 2 года. Дебютировал в лиге Аллсвенскан 10 апреля 2000 года в выездном матче первого тура сезона-2000 против «Хаммарбю», играл на позиции центрального защитника, «Сундсвалль» победил со счётом 1:0. В своём дебютном сезоне в высшей лиге 21 раз вышел в стартовом составе и 2 раза на замену, получил 2 жёлтые карточки. «Сундсвалль» занял 11-е место. По окончании сезона-2001 продлил контракт с «Сундсваллем». В 2002 году главный тренер «Сундсвалля» Пер Юар Хансен перевёл Лундквиста на позицию левого флангового нападающего (в схеме «4-3-3»).
Летом 2002 года тренировался с «Русенборгом», и осенью 2002 года норвежский клуб интересовался Лундквистом, но до перехода дело не дошло. Намного ближе к подписанию Лундквиста был «Юргорден»: в первой половине декабря 2002 года столичный клуб договорился с «Сундсваллем» о сумме перехода, и 16 декабря 2002 года Лундквист должен был подписать контракт с «Юргорденом» сроком на 4 года. Но Лундквист позвонил директору «Юргордена» Бу Андерссону и сообщил, что остаётся в «Сундсвалле». Лундквист объяснил своё решение нежеланием переезжать в Стокгольм. Новый контракт Лундквиста с «Сундсваллем» был рассчитан на 3 года.
26 июля 2005 года Фредрик Лундквист перешёл в норвежский клуб «Викинг» из Ставангера, контракт был рассчитан до конца 2007 года. Главным тренером «Викинга» был Рой Ходжсон. Из-за проблем с ахилловыми сухожилиями дебют Лундквиста в зарубежном футболе состоялся лишь 14 августа 2005 года, в выездном матче Типпелиги против «Люна», Лундквист играл в центре защиты, «Викинг» проиграл со счётом 1:2. 25 августа 2005 года провёл единственный в своей карьере еврокубковый матч, это была домашняя ответная игра 2-го отборочного раунда Кубка УЕФА против валлийского клуба «Рил», Лундквист вышел на замену на 79-й минуте матча. Лундквисту не удалось вылечить свои ахилловы сухожилия, 4 января 2007 года врач сообщил об их неоперабельности. 5 января 2007 года Фредрик Лундквист объявил о вынужденном завершении карьеры.

### В сборной
Провёл 6 матчей за юношеские сборные Швеции и ни одного — за молодёжную сборную.
В феврале 2003 года Томми Сёдерберг и Ларс Лагербек включили Лундквиста в состав национальной сборной Швеции (составленной только из футболистов скандинавских клубов) для участия в товарищеском турнире «Кубок короля Таиланда». 2-й матч этого турнира, 18 февраля 2003 года против сборной Северной Кореи, стал для Лундквиста дебютным в сборной. В своём дебютном матче Лундквист отыграл все 90 минут на позиции центрального защитника, и официальный сайт Шведского футбольного союза назвал Лундквиста «возможно, лучшим шведом дня». В следующем матче, 20 февраля против сборной Таиланда, Лундквист отыграл 90 минут правым защитником. В финале турнира, 22 февраля против Северной Кореи, вышел на замену на 71-й минуте игры вместо Мартина Уландера.
30 апреля 2003 года провёл свой 4-й товарищеский матч за сборную, соперником была команда Хорватии, Лундквист вышел на замену на 59-й минуте игры вместо Тедди Лучича. 30 мая 2003 года Сёдерберг и Лагербек вызвали Лундквиста на 2 отборочных матча к чемпионату Европы 2004, 7 июня против Сан-Марино и 11 июня против Польши, но в обеих играх не включили Лундквиста в заявку на матч.
В январе 2004 года Сёдерберг и Лагербек включили Лундквиста в состав сборной Швеции (составленной только из футболистов клубов Северной Европы) для участия в товарищеском турнире «Carlsberg Cup» в Гонконге. Лундквист провёл на этом турнире 1 матч, 25 января 2004 года против неофициальной сборной гонконгских клубов, отыграл все 90 минут в центре защиты. Поскольку соперником не была официальная сборная члена ФИФА, матч считался неофициальным. В официальных матчах сборной в 2004 году Лундквист не играл. В феврале 2004 года был вызван на товарищеский матч с Албанией и провёл его на скамейке запасных.
18 января 2005 года Ларс Лагербек вызвал Лундквиста в сборную, состоявшую только из футболистов клубов Северной Европы, вместо Александра Эстлунда, перешедшего из «Хаммарбю» в нидерландский «Фейеноорд». Товарищеская игра с командой Мексики 27 января 2005 года в Сан-Диего стала для Лундквиста последним матчем за сборную, Лундквист отыграл все 90 минут на позиции правого защитника.
15 марта 2005 года Ларс Лагербек вызвал Лундквиста на отборочный матч к чемпионату мира 2006 против Болгарии, состоявшийся 27 марта 2005 года. Лундквист не попал в заявку на игру (вместе с Микаэлем Нильссоном). 4 июня 2005 года Ларс Лагербек в последний раз вызвал Лундквиста на товарищеский матч с Норвегией, состоявшийся 8 июня 2005 года. Лундквист провёл эту игру на скамейке запасных. После этого Ларс Лагербек не вызывал Лундквиста в сборную.